# Irma
Irma je ženské křestní jméno germánského původu. Jedná se pravděpodobně o zkrácenou verzi jména Irmgard s významem „stálá, pevná“, Irmel, Irmine či Irmtraud. Jméno pochází ze staré horní němčiny znamenající svět.
V českém občanském kalendáři má svátek 10. září.

## Statistické údaje
Následující tabulka uvádí četnost jména v ČR a pořadí mezi ženskými jmény ve srovnání dvou roků, pro které jsou dostupné údaje MV ČR – lze z ní tedy vysledovat trend v užívání tohoto jména:
| Rok       | Četnost   | Pořadí   |
| 1999      | 1648      | 179.     |
| 2002      | 1573      | 187.     |
| Porovnání | o 75 méně | o 8 hůře |
| 2006      | 1395      | 206.     |

Změna procentního zastoupení tohoto jména mezi žijícími ženami v ČR (tj. procentní změna se započítáním celkového úbytku žen v ČR za sledované tři roky 1999-2002) je -3,8%, což svědčí o poměrně značném poklesu obliby tohoto jména.

## Známé nositelky jména
- Irma Geisslová – česká básnířka
- Irma Baltuttis – německá zpěvačka
- Irma Grese – velitelka koncentračního tábora v Auschwitzu a Bergen-Belsenu
- Irma Němečková (1913–2013) – česká lékařka
- Irma Reichová (1859–1930) – česká operní pěvkyně
- Irma Thomas – americká soulová zpěvačka
- Irma Valová (* 1965) – československá hráčka basketbalu